# Коляда, Оксана Васильевна
Оксана Васильевна Коляда (укр. Оксана Василівна Коляда; род. 4 сентября 1980 года, Волочиск, Хмельницкая область) — украинский сотрудник правоохранительных органов, военный (полковник запаса). Участник боевых действий.
С 29 августа 2019 года по 4 марта 2020 года занимала должность министра по делам ветеранов, временно оккупированных территорий и внутренне перемещенных лиц.

## Образование
В 2002 году окончила Львовский институт внутренних дел (специальность «Правоведение»), в 2007 году получила диплом магистра права в Львовском государственном университете внутренних дел. В 2013 году получила сертификат международного тренингового проекта «Женщина в полиции», а в 2016 году — сертификат по курсу стратегических коммуникаций (Национальный университет обороны Украины имени Ивана Черняховского, Институт информационных технологий при участии Центра передового опыта НАТО). 2016—2017 — слушатель Национального университета обороны, специальность «Информационное обеспечение войск».

## Карьера
С 2003 по 2015 год проходила службу в Министерстве внутренних дел Украины. С 2015 по 2017 год — служба в Вооруженных силах Украины, возглавляла управление коммуникации и прессы Министерства обороны Украины.
2017 — заместитель командующего АТО.
Была разработчиком специализированных курсов для журналистов, работающих в зоне проведения АТО. Во время работы в управлении коммуникации и прессы начала первые в Украине курсы обучения и аккредитации военных журналистов.
Начала процесс создания региональных военных пресс-центров (Авдеевка, Северодонецк). Во время обострения боевых действий в Авдеевке в январе 2017 года создала полноценный пресс-центр, координировала работу украинских и иностранных журналистов, организовывала прямые включения и работала непосредственно на передовой (Промка, Зенит, Бутовка).
Была участником проекта «Реформа государственных коммуникаций» при поддержке правительства Великобритании (2015—2017). С 2016 по 2017 год — глава рабочей группы Комитета реформ Министерства обороны Украины по разработке системы стратегических коммуникаций в Вооружённых силах Украины.
С марта по август 2019 года — заместитель министра по делам ветеранов.
С 29 августа 2019 года министр по делам ветеранов, временно оккупированных территорий и внутренне перемещенных лиц в правительстве Гончарука.

## Общественная деятельность
Председатель Правления БФ «Информационно-координационный центр», председатель общественного союза «Дом ветерана». Была инициатором и основателем «Дома ветерана», открытого на базе Центра вертебрологии. Соорганизатор Международного волонтёрского и ветеранского форума «Там, где мы — там Украина!». Участник проектного офиса по созданию Министерства по делам ветеранов, участник рабочей группы по созданию Общественного совета при Министерстве по делам ветеранов. Соорганизатор международной конференции «VETS: мировые практики интеграции ветеранов к мирной жизни».
Является разработчиком нормативных документов, организатором серии региональных актуализационных круглых столов с привлечением ветеранов в процесс обсуждения функционала Министерства.
Составитель фотокниги «В результате. Взгляд волонтёра» (автор — Дмитрий Муравский). Соорганизатор благотворительной акции «Бал защитников», социального проекта «Ярмарка вакансий для ветеранов». Соавтор и координатор социальных проектов «Когда закончится война», «Лицо мира», «Пески. Взорванный мир». Медиа-эксперт офиса координатора проектов ОБСЕ на Украине.

## Личная жизнь
Замужем, имеет двух сыновей. Летом 2019 года сменила фамилию с Гаврилюк на Коляду.